# Direct Action Day

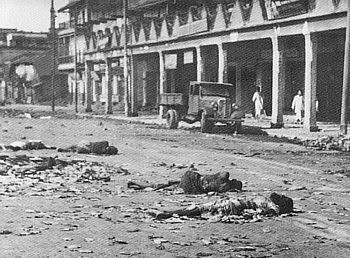
Doden en gewonden als gevolg van Direct Action Day. Ook waren vele gebouwen vernield of beschadigd.

Direct Action Day, ook bekend als The Great Calcutta Killing, viel op 16 augustus 1946 en was een dag van rellen met veel doden als gevolg in de – destijds Brits-Indische - stad Calcutta. De dag was de inleiding van een week die bekend kwam te staan als de Week van de lange messen.

## Aanloop
In de deelstaat Bengalen, waar Calcutta in ligt, was een kleine meerderheid van de bevolking moslim (54 procent tegen 44 procent hindoes) en de meesten van hen woonden in het oostelijke deel van de staat. Bengalen was de enige deelstaat met een moslimregering. Deze regering had te maken met een felle oppositie van de Congrespartij en de Hindu Mahasabha. Deze laatste partij kon rekenen op veel steun van (rijke) handelaren die de economie van Calcutta en Bengalen domineerden. Vanaf februari 1946 waren er al regelmatig spanningen tussen hindoes en moslims in Brits-Indië. Ook was er onder beide groepen sprake van felle anti-Britse gevoelens. Beide groepen werden verder opgehitst door hun leiders en door de eigen media waren felle beschuldigingen over en weer geuit.
De Moslimliga en de Congrespartij waren de twee grootste politieke partijen in Brits-Indië. In 1946 vond er een Britse regeringsmissie naar Brits-Indië plaats met het doel een plan te ontwerpen om de kolonie een zelfstandige status te geven. De Moslimliga was echter voor een opdeling van Brits-Indië in twee staten, een moslimstaat en een hindoe-staat. De Congrespartij was tegenstander van dit plan. De kabinetsmissie was meegegaan met het voorstel van de Moslimliga en kwam met een voorstel om India op te delen in twee aparte staten. De verschillende onafhankelijke vorstendommen mochten zelf de keuze maken zich bij een van beide landen aan te sluiten, of om onafhankelijk te blijven. Dit plan werd door de Moslimliga geaccepteerd, maar afgewezen door de Congrespartij.
Op een persconferentie in reactie op het plan zei Mohammed Ali Jinnah dat als de eisen van zijn partij voor een onafhankelijk Pakistan niet werden ingewilligd dat het tijd werd voor "Direct Action". Hij wilde niet zeggen wat hij daar precies mee bedoelde, maar een dag later kondigde Jinnah aan dat 16 augustus 1946 Direct Action Day zou zijn  en dat op deze dag er een algemene staking zou zijn om te protesteren tegen de afwijzing van het plan en om haar eisen voor een eigen staat kracht bij te zetten.

## Direct Action Day
Huseyn Shaheed Suhrawardy, de premier van de deelstaat Bengalen, had gouverneur Burrows al gevraagd 16 augustus uit te roepen tot nationale feestdag, zodat op deze dag overheidskantoren, handelshuizen, scholen en winkels gesloten zouden zijn en de schade daaraan zou meevallen. De gouverneur ging met het voorstel akkoord, maar hindoeleiders riepen hun achterban op om gewoon aan het werk te gaan. Zij wilden niet de indruk wekken de staking van de Moslimliga te steunen.
Op 16 augustus werd op het hoofdkwartier van de politie al melding gemaakt van opwinding door de hele stad en winkels die werden gedwongen te sluiten. Ook waren er veel kleine relletjes. Bij het Ochterloney Monument hield de Moslimliga een grote bijeenkomst met een recordopkomst van ongeveer honderdduizend personen. De bijeenkomst begon om 4 uur in de middag.
De belangrijkste sprekers waren Khawaja Nazimuddin en premier Suhrawardy. Nazimuddin riep op de betoging vreedzaam te laten verlopen, maar het effect van zijn oproep werd deels tenietgedaan door te stellen dat alle gewonden die tot dat moment waren gevallen moslims zouden zijn. De moslimgemeenschap zou slechts handelen uit eigenbelang. Ook de speech van Suhrawardy bevatte ophitsende elementen. Na de bijeenkomst begonnen veel van de betogers winkels en huizen van hindoes aan te vallen. Op hun beurt begonnen hindoes en sikhs moslims aan te vallen. Beide groepen groeven zich in en hielden bepaalde delen van de stad bezet. Pas na vijf dagen, op 21 augustus, wisten Britse troepen een einde te maken aan de gevechten. Op dat moment waren er bij de rellen al meer dan vierduizend mensen omgekomen. Het aantal gewonden bedroeg ongeveer honderdduizend. Het is onduidelijk aan welke kant de meeste slachtoffers vielen. Ook was een groot aantal mensen de stad ontvlucht.

## Nasleep
Naar aanleiding van de rellen was er achteraf veel kritiek op premier Suhrawardy, omdat hij partijdig zou zijn geweest en onvoldoende leiderschap had getoond. Ook gouverneur Burrows kreeg veel kritiek te verduren, omdat hij de situatie zo verkeerd had ingeschat en Britse troepen pas op een veel te laat moment zouden hebben ingegrepen.
De rellen werden door de meeste partijen veroordeeld, maar leidden toch op hun beurt weer tot nieuwe rellen. Direct Action Day droeg bij aan het groeiende klimaat van onderling wantrouwen en droeg bij aan de uiteindelijke opdeling van Brits-Indië in twee staten.